# Casey Rabach
Casey Edward Rabach (født 24. september 1977 i Sturgeon Bay, Wisconsin, USA) er en amerikansk footballspiller (center), der pt. er free agent. Rabach har tidligere spillet en årrække i NFL hos Washington Redskins og Baltimore Ravens.

## Klubber
- Baltimore Ravens (2001–2004)
- Washington Redskins (2005–2010)